# Ларрі Арнхарт
Ларрі Арнхарт (нар. 13 січня 1949 року) —  професор-дослідник політології Північного Іллінойського університету в Декалбі, штат Іллінойс. Він мешкає в Гранд-Рапідс, штат Мічиган. Ларрі Арнхарта називають одним із найбільш видатніших прихильників сучасного класичного лібералізму, поряд із Мілтоном Фрідманом, Джорджем Стіглером, Фрідріхом Гаєком та Томасом Соуеллом. Його сфери викладання та досліджень включають історію політичної філософії, біополітичну теорію та американську політичну думку. Арнхарт є автором п'яти книг та понад сорока рецензованих статей.

## Біографія та кар'єра
Арнхарт має ступінь доктора філософії з політології Чиказького університету в 1977 році, ступінь магістра політології Чиказького університету в 1974 році та ступінь бакалавра політології Далласького університету в 1971 році.
На кафедрі політології Північного Іллінойського університету Арнхарт викладає в галузі політичної теорії та біополітики .
Арнхарт найбільш відомий як дослідник сторії політичної філософії та як прихильник «дарвінівського природного права», «дарвінівського консерватизму» та «арістотелівського лібералізму». Він стверджує, що традицію етичного натуралізму від Арістотеля до Томи Аквінського та Аласдера Макінтайра можна підтвердити дарвінівським тлумаченням етики як такої, що базується у біологічній природі людини, все це  поєднує свободу та порядок, свободу та чесноту.
Захищаючи дарвінівський натуралізм, Арнхарт вступив у полеміку з прихильниками «теорії розумного задуму», закидаючи їм, що вони використовують суто негативну риторику, критикуючи дарвінівську еволюційну теорію, але не пропонуючи жодної позитивної теорії про те, де, коли і як саме «розумний задумник» втручається в природу, щоб створити «незвідні складні» механізми.
Арнхарт дискутував з провідними прихильниками інтелектуального дизайну — Майклом Бехе, Вільямом Дембскі, Джоном Вестом, Джонатаном Веллсом і Річардом Вайкартом, які всі є членами Discovery Institute. Джон Вест написав книгу, в якій критикує Арнхарта — «Консерватори Дарвіна: помилкове прагнення».
Захищаючи дарвінівський консерватизм, Арнхарт намагається переконати консерваторів, що дарвінівська наука підтримує консервативне переконання, що соціальний порядок виникає не з раціонального планування, а зі спонтанного порядку інстинктів і звичок. Він припускає, що дарвінівська біологія підтримує консервативну соціальну думку, показуючи, як людська здатність до спонтанного порядку виникає з соціальних інстинктів і морального почуття, сформованого природним відбором в історії еволюції людини.
Він також розробив дарвінівський аргумент на користь класичного лібералізму. 
Нещодавно Арнхарт закінчив писати четверте видання своєї книги «Політичні питання: політична філософія від Платона до Пінкера».
Він працює над новою книгою — «Дарвінівський лібералізм: еволюційна наука політичної філософії». У цій книзі він застосує своє дарвінівське мислення до історії політичної філософії, аргументуючи класичний лібералізм, підтриманий еволюційною наукою.
1. ↑  Dilley, Stephen (2013). Darwinian Evolution and Classical Liberalism: Theories in Tension. Rowman & Littlefield. ISBN 9780739181065.
2. ↑  "Faculty Profiles – NIU – Department of Political Science". www.niu.edu. Archived from the original on 2007-05-17.
3. ↑  "Prof. Larry Arnhart". Archived from the original on 2006-09-06. Retrieved 2008-05-10
4. ↑  "Larry Arnhart Defending Darwinian Conservatism Speech to the Philadelphia Society April 28". Archived from the original on 2011-07-21. Retrieved 2010-05-19.
5. ↑  "Larry Arnhart, Michael J. Behe, William A. Dembski – Conservatives, Darwin & Design: An Exchange". www.orthodoxytoday.org. Archived from the original on 2005-11-09.
6. ↑  Cohen, Patricia (5 May 2007). "A Split Emerges as Conservatives Discuss Darwin". The New York Times.
7. ↑  "Archived copy". Archived from the original on 2012-08-05. Retrieved 2010-02-19.
8. ↑  "Darwin and Politics". July 2010.